# Popcorn (album de David Deejay)
Popcorn este albumul de debut al lui David Deejay și Dony lansat pe 11 februarie 2010 împreună cu Gazeta Sporturilor.
Conține 13 piese in engleza (9 hit-uri și 4 remix-uri) dintre care cele trei piese lansate până în prezent: Sexy Thing, Nasty Dream și So Bizzare.

## Listaa pieselor
1. David Deejay Feat. Dony - Sexy Thing(3:12)
2. David Deejay Feat. Dony - Nasty Dream(3:12)
3. David Deejay Feat. Dony - So Bizzare(3:18)
4. David Deejay Feat. Dony - Temptation(3:29)
5. David Deejay Feat. Dony - Disco Lights(4:08)
6. David Deejay Feat. Dony - Kiss The DeeJay(3:13)
7. David Deejay - Dubainian(3:42)
8. David Deejay Feat. Dony - So High(3:41)
9. David Deejay Feat. Dony - Jacuzzi(3:58)
10. David Deejay Feat. Dony - Sexy Thing (Extended Version)(5:20)
11. David Deejay Feat. Dony - Nasty Dream (Extended Version)(4:01)
12. David Deejay Feat. Dony - So Bizzare (Extended Version)(5:13)
13. David Deejay Feat. Dony - Sexy Thing (Deepside Deejays Official Remix)(6:02)